# Jolly Jumpers
Jolly Jumpers is een Nederlandse basketbalvereniging uit Tubbergen, opgericht op 1 augustus 1969. De vereniging speelt zowel regionaal als landelijk en is aangesloten bij de Nederlandse Basketball Bond (NBB). Het eerste damesteam van Jolly Jumpers speelt Eredivisie; de hoogste Nederlandse basketbalcompetitie voor vrouwen.
Na de winst in de promotiedivisie in 2017, werd Mart Kieftenbeld als trainer aangetrokken en speelt de club in de Eredivisie Vrouwen op het hoogste nationale niveau.

## Belangrijke prestaties
- 2001: winnaar nationale beker
- 2002: Landskampioen
- 2003: winnaar nationale beker
- 2005: winnaar nationale beker
- 2017: kampioen promotiedivisie